# Trophäe (Weimarer Stadtschloss)

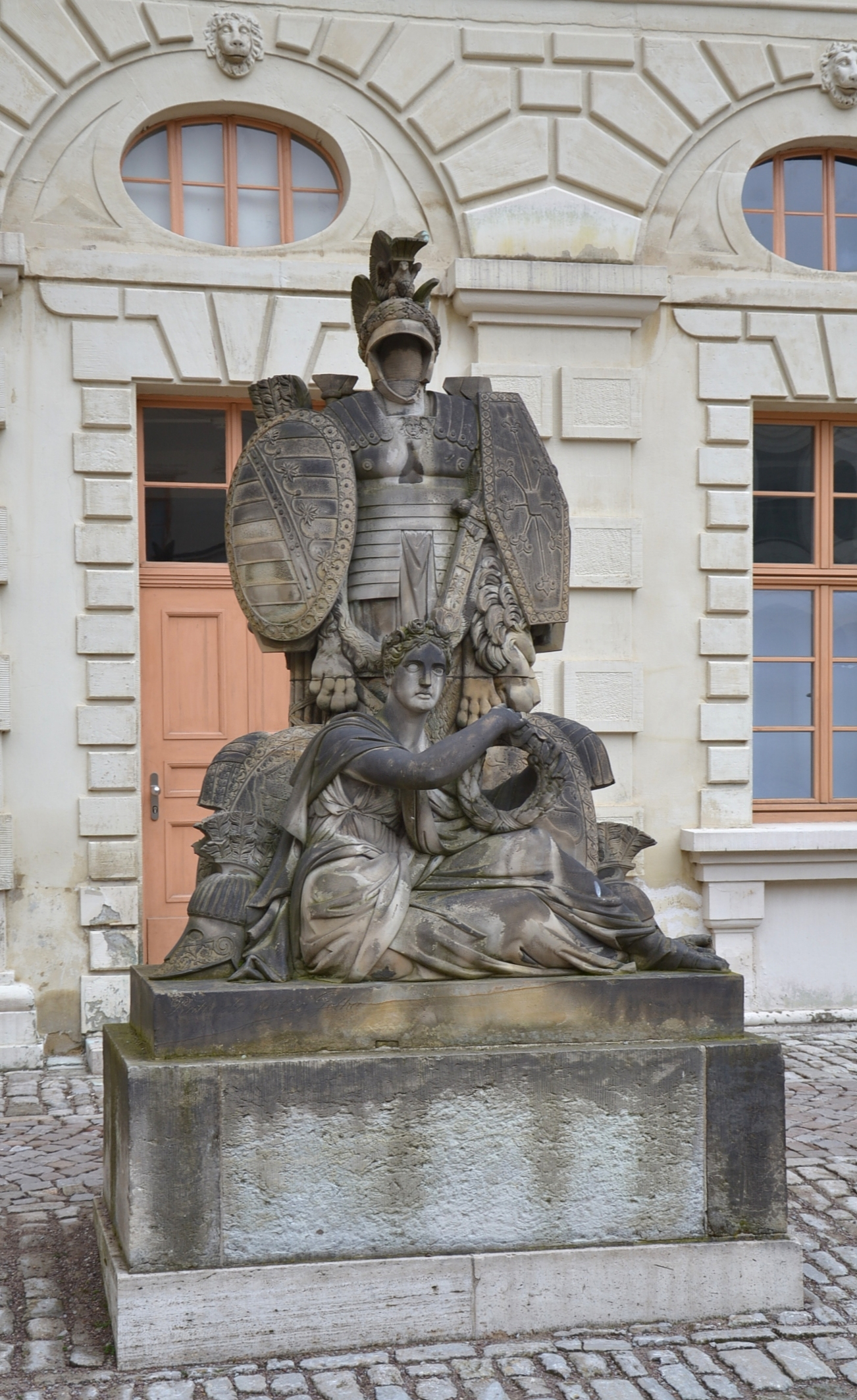
Trophäe im Weimarer Stadtschloss

Die Trophäe ist eine Steinskulptur von Johann Balthasar Jacob Rathgeber (1770–1845), die 1807 entstand und sich im Weimarer Stadtschloss befindet. Sie stand von 1825 bis 1923 an dessen Nordseite, heute befindet sie sich separiert im Innenhof an der nördlichen Ostfassade.
Dargestellt ist die Siegesgöttin Viktoria, mit Rosen bekränzt, den Siegeskranz aus Lorbeer in den Armen. Sie sitzt auf einem zweigeschossigen Sockel zwischen zwei korinthischen Helmen. Hinter ihr ragt die Trophäe auf, die sich zusammensetzt aus einer Rüstung mit einem lorbeerbekränzten Helm mit offenem Visier, Adler und Helmbusch sowie einer Schwertscheide, und mit zwei dekorierten Schildern über den Schultern der Rüstung. Unter einem Schild schaut ein Löwenfell mit Kopf heraus, Attribut des antiken Heroen Herkules und Symbol für Tugend und Tapferkeit. Unterhalb des Löwenkopfes befindet sich ein Wappenschild mit einem aufsteigenden Löwen. Der Schild über der rechten Schulter der Viktoria, trägt das sächsische Wappen. Gedacht war es als ein Siegesmal für Carl August, dessen Kriegsteilnahmen allerdings nicht allzu erfolgreich waren.